# 日本網絡電影大獎
日本網路電影大獎（日语：日本インターネット映画大赏）是日本自从1996年以来，每年举办一次的日本电影节。并于2019年宣布由于多种原因终止举办。